# Usseglio
Usseglio é uma comuna italiana da região do Piemonte, província de Turim, com cerca de 255 habitantes. Estende-se por uma área de 98.01 km², tendo uma densidade populacional de 3 hab/km². Faz fronteira com Balme, Bessans (FR - 73), Bruzolo, Bussoleno, Chianocco, Condove, Lemie, Mompantero, Novalesa.

## Demografia
| Variação demográfica do município entre 1861 e 2011                               |
|                                                                                   |
| Fonte: Istituto Nazionale di Statistica (ISTAT) - Elaboração gráfica da Wikipedia |